# 웨인 오츠
웨인 오츠(Wayn Edward Oates)는 워커홀릭이라는 말을 보급시킨 미국의 심리학자이자, 기독교 교육자이다. 그가 워커홀릭이라는 단어를 발명한 것은 아니다.